# هربرت آبرامز
هربرت ای. آبرامز (۲۰ مارس ۱۹۲۱–۲۹ اوت ۲۰۰۳) یک هنرمند آمریکایی بود. او یکی از هنرمندان پرتره برجسته دوران خود بود که به خاطر سبک رئالیسم سنتی‌اش شناخته می‌شد. وی پرتره‌های بسیاری کشیده است که از آن جمله پرتره‌های رسمی کاخ سفید از رؤسای جمهور سابق جیمی کارتر و جورج اچ دبلیو بوش از آثار او بود. او در طول دوران پربار کاری خود، بیش از ۴۰۰ پرتره نقاشی کرد، که می‌توان از پرتره‌های ژنرال ویلیام وستمورلند، نمایشنامه‌نویس آرتور میلر و فضانورد ادوین ای. «باز» آلدرین جونیور نام برد.
دیگر پرتره‌های آبرامز در ساختمان کنگره (سناتور سابق هاوارد اچ. بیکر)، در وزارت خزانه‌داری (وزیر خزانه‌داری سابق دونالد تی. ریگان)، گالری ملی پرتره (میلر) در واشینگتن دی سی و همچنین آکادمی نظامی ایالات متحده در وست پوینت (وستمورلند و آلدرین) به نمایش گذاشته شده‌اند.